# The Romance of Book and Sword

The Romance of Book and Sword (Shu jian en chou lu) est un film hongkongais réalisé par Ann Hui, sorti en 1987.

## Synopsis
Ce film est l'adaptation du roman de Louis Cha : Le Livre et l'Épée.

## Fiche technique
- Titre : The Romance of Book and Sword
- Titre original : Shu jian en chou lu
- Réalisation : Ann Hui
- Scénario : Louis Cha d'après son roman Le Livre et l’épée
- Pays d'origine : Hong Kong
- Format : Couleurs - 1,85:1 - Mono - 35 mm
- Genre : Action
- Durée : 180 minutes
- Date de sortie : 1987

## Distribution
- Nuo Ai : Princess Fragrance
- Da Shichang : empereur Qian Long
- Deng Jie : mère de Chen
- Ding Cuihua : Luo Bing, femme de Wen Tailai
- Guo Bichuan : Wen Tailai, frère de la société des fleurs rouges
- Hachier : Mu Zuolun, prince des uigurian
- Liu Jia : Huo Qingtong
- Lu Yongquan : Daozhang, frère de la société des fleurs rouges
- Sun Chenxi : Xinyan, page de Chen Jialuo
- Wang Hangtao : Yu Wanting, chef de la société des fleurs rouges
- Wu Chunsheng : Zhang Zhaozhong
- Yu Dalu : Zhao Banshan, frère de la société des fleurs rouges
- Li Yu : Yu Ruyi, courtisane
- Zhang Duo-fu : Chen Jia Luo